# Championnats du monde de descente de canoë-kayak 1981
Navigation
Championnats du monde de descente 1979 Championnats du monde de descente 1983
Les 12e championnats du monde de descente en canoë-kayak de 1981 se sont tenus à Bala au Royaume-Uni, sous l'égide de la Fédération internationale de canoë.

## Podiums

### K1
| Rang               | Athlète               | Pays                 | Temps |
| ------------------ | --------------------- | -------------------- | ----- |
| Médaille d'or      | Claude Bénézit        | France               |       |
| Médaille d'argent  | Marco Previde-Massara | Italie               |       |
| Médaille de bronze | Bernard Morin         | France               |       |
|                    | Hibble Jeremy         | Royaume-Uni          |       |
|                    | Hollerieth Konrad     | Allemagne de l'Ouest |       |

| Rang               | Athlète                                              | Pays                 | Temps |
| ------------------ | ---------------------------------------------------- | -------------------- | ----- |
| Médaille d'or      | Claude Bénézit Bernard Morin Christian Frossard      | France               |       |
| Médaille d'argent  | Jeremy Hibble David Taylor Jerome Truran             | Royaume-Uni          |       |
| Médaille de bronze | Degenhard Pfeiffer Konrad Hollerieth Michael Graessl | Allemagne de l'Ouest |       |

| Rang               | Athlète            | Pays                 | Temps |
| ------------------ | ------------------ | -------------------- | ----- |
| Médaille d'or      | Dominique Gardette | France               |       |
| Médaille d'argent  | Gisela Grothaus    | Allemagne de l'Ouest |       |
| Médaille de bronze | Anne Plant         | Allemagne de l'Est   |       |
|                    | Elisabeth Blencowe | Australie            |       |
|                    | Dagmar Stupp       | Allemagne de l'Ouest |       |

| Rang               | Athlète                                 | Pays                 | Temps |
| ------------------ | --------------------------------------- | -------------------- | ----- |
| Médaille d'or      | Dagmar Stupp Gisela Grothaus Karin Wahl | Allemagne de l'Ouest |       |
| Médaille d'argent  | Sabine Weiss Claire Costa Kathrin Weiss | Suisse               |       |
| Médaille de bronze | Cathy Hearn Leslie Klein Carol Fisher   | Royaume-Uni          |       |

### C1
| Rang               | Athlète         | Pays                 | Temps |
| ------------------ | --------------- | -------------------- | ----- |
| Médaille d'or      | Gilles Zok      | France               |       |
| Médaille d'argent  | Jean-Luc Verger | France               |       |
| Médaille de bronze | John Butler     | États-Unis           |       |
|                    | Reiner Pioch    | Allemagne de l'Ouest |       |
|                    | René Paul       | Suisse               |       |

| Rang               | Athlète                                     | Pays                 | Temps |
| ------------------ | ------------------------------------------- | -------------------- | ----- |
| Médaille d'or      | Jean-Luc Ponchon Gilles Zok Jean-Luc Verger | France               |       |
| Médaille d'argent  | Chuck Lyda Jim Underwood John Butler        | États-Unis           |       |
| Médaille de bronze | Klaus Ernst Willi Fiedler Rainer Pioch      | Allemagne de l'Ouest |       |

### C2
| Rang               | Athlète                            | Pays   | Temps |
| ------------------ | ---------------------------------- | ------ | ----- |
| Médaille d'or      | Daniel Jacquet Jean-Jacques Hayne  | France |       |
| Médaille d'argent  | Michel Doux Patrick Bunichon       | France |       |
| Médaille de bronze | Jean-Luc Rigaut Gilles Bernard     | France |       |
|                    | Peter Probst Roland Wyss           | Suisse |       |
|                    | Jean-Claude Delage François Picard | France |       |

| Rang               | Athlète                                                        | Pays                 | Temps |
| ------------------ | -------------------------------------------------------------- | -------------------- | ----- |
| Médaille d'or      | Jacquet / Hayne Doux / Bunichon Rigaut / Bernard               | France               |       |
| Médaille d'argent  | Proquitte / Gonschior Schumacher / Runo Bansleben / Berngruber | Allemagne de l'Ouest |       |
| Médaille de bronze | Probst / Wyss Zimmermann / Fürst Von Büren / Schläppi          | Suisse               |       |

| Rang               | Athlète                            | Pays                 | Temps |
| ------------------ | ---------------------------------- | -------------------- | ----- |
| Médaille d'or      | Elizabeth Johns Michael Hpsher     | États-Unis           |       |
| Médaille d'argent  | Claudine Peiro Germinal Peiro      | France               |       |
| Médaille de bronze | Petra Berghausen Eduard Berghausen | Allemagne de l'Ouest |       |
|                    | Claude Jenden Rodney Jenden        | Luxembourg           |       |
|                    | Eva Stupp Wolfgang Schumacher      | Allemagne de l'Ouest |       |

## Tableau des médailles
| Rang  | Nation               | Or | Argent | Bronze | Total |
| ----- | -------------------- | -- | ------ | ------ | ----- |
| 1     | France               | 7  | 3      | 2      | 12    |
| 2     | Allemagne de l'Ouest | 1  | 2      | 3      | 6     |
| 3     | États-Unis           | 1  | 1      | 1      | 3     |
| 4     | Royaume-Uni          | 0  | 1      | 1      | 2     |
| -     | Suisse               | 0  | 1      | 1      | 2     |
| 6     | Italie               | 0  | 1      | 0      | 1     |
| 7     | Allemagne de l'Est   | 0  | 0      | 1      | 1     |
| Total | Total                | 9  | 9      | 9      | 27    |